# Theater De Engelenbak
Theater De Engelenbak was van 1975 tot 2013 een theater aan de  Nes  in Amsterdam. Deze bevond zich in het voormalige pand van de Salon des Variétés, het theater voor amateurkunst dat de naam De Engelenbak droeg.
Vrijwel elke dinsdag was er ruim dertig jaar de Open Bak, een open podium. Daarnaast waren er op donderdag, vrijdag en zaterdag amateurvoorstellingen te zien, onder andere van Theatergroep Toetssteen. Hier maakten ooit Paul de Leeuw, Brigitte Kaandorp, Youp van 't Hek, Lebbis en Jansen, Plien en Bianca, Lenette van Dongen, Marc-Marie Huijbregts, Maarten van Roozendaal en Hans Teeuwen hun theaterdebuut.
Alain Teister (1932-1979) was de drijvende kracht achter de oprichting van Theater De Engelenbak, een professioneel theater uitsluitend gericht op amateurvoorstellingen.
Toen de gemeentelijke subsidie werd ingetrokken, moest het theater worden gesloten; op 22 december 2012 vond de laatste voorstelling plaats en 1 januari 2013 was de sluiting definitief.
Directeur van het laatste uur was Pia van den Berg. In januari 2013 ontving zij als scheidend directeur de Frans Banninck Cocqpenning.